# На березі великої ріки
«На березі великої ріки» (рос. «На берегу большой реки») — радянський художній фільм 1980 року, знятий на Свердловській кіностудії.

## Сюжет
На велике сибірське будівництво приїжджає зовсім ще юна 19-річна дівчина Настя. Вона мріє стати зварювальницею, але на цю роботу вакансій поки не виявляється, і їй доводиться починати свою трудову діяльність в їдальні. А після того, як місцевий дитячий сад залишається без вихователя, то кращої кандидатури, ніж Настя просто ніхто собі й уявити не може. Вона дуже любить дітей, а головне — вони відповідають їй взаємністю. І ось одного разу під час грози відбувається нещасний випадок: катер, який перевозив робітників через річку, втрачає управління і розбивається об каміння. Сиротами залишаються троє дітей. Не дозволяючи керівництву будівництва відправити їх в дитячий будинок, Настя вирішує цих дітей усиновити. Цей вчинок став серйозним випробуванням для дівчини і її коханого.

## У ролях
- Ольга Сіріна —  Настя Тимофєєва
- Володимир Каширін —  Сергій, наречений Насті
- Любов Реймер —  Зойка
- Ірина Савіна —  Нелка
- Анатолій Низовцев —  Володя
- Микола Лавров —  Денис Радов
- Олег Мокшанцев —  Василь Васильович Лубенцов
- Яна Аршавська —  Олена Бєлова
- Валентина Владимирова —  Марія Тихонівна, кухарка

## Знімальна група
- Автори сценарію: Віра Кудрявцева, Володимир Лобанов
- Режисер: Микола Гусаров
- Оператор: Володимир Макеранець
- Художник:  Валерій Лукінов
- Композитор: Костянтин Баташов